# Perdita deltophora
Perdita deltophora är en biart som beskrevs av Timberlake 1964. Perdita deltophora ingår i släktet Perdita och familjen grävbin. Inga underarter finns listade i Catalogue of Life.